# Ture J. Arne
Ture Johnsson Arne (født 7. maj 1879 i Söderköping, død 2. august 1965) var en svensk arkæolog.
Arne var fra 1909 antikvar ved Vitterhetsakademien. Han blev dr.phil i Uppsala 1914 på afhandlingen La Suède et l'Orient, études archéologiques sur les relations de la Suède et de l'Orient pendant l'âge des vikings. Arnes arbejdsfelt var især kontakterne mellem Skandinavien og det tidlige Rusland. I 1912 publicerede han Hjalmar Stolpes fund fra udgravningerne ved Vendels kyrka. Andre vigtige arbejder var Det stora Svitjod (1917), afsnittet "Östeuropa och Balkan" i De förhistoriska tiderna i Europa (1927-28), og hans behandling af materialet fra Johan Gunnar Anderssons Kinasamlinger i Painted Stone Age Pottery From the Province of Honan, China (1925).
En anden vigtig indsats inden for arkæologien var nogle fotografier, som Arne tog 1913 i forbindelse med en rejse til den russiske flod Dnepr og vandfaldene ved Nenasitets (Ненаситець). Disse menes at være de samme som vandfaldet Neasit, som omtales af den byzantinske kejser Konstantin 7. Porfyrogennetos i hans De administrando imperio. Kejseren angiver, at vandfaldets russiske navn var Aeiphor, hvilket genfindes som "Aifur" på en runesten fra Pilgårds i Boge sogn på Gotland. Fotografierne fra Nenasitets er i dag uvurderlige, da området siden 1932 har været oversvømmet af kraftværksdæmningen ved Zaporizjzja.
Som medarbejder i Nordisk familjebok anvendte han signaturen T.J.A.

## Forfatterskab

### På internettet
- Ture J. Arne: "Ett keltiskt mynt funnet i svensk jord" (Fornvännen 1, 1906, s. 49-51) Arkiveret 11. september 2014 hos  Wayback Machine
- Ture J. Arne: "Ett arkeologiskt bidrag till bestämmandet af Sigtuna stads ålder" (Fornvännen 6, 1911, s. 203-204) Arkiveret 11. september 2014 hos  Wayback Machine
- Ture J. Arne: "En svensk runinskrift i Sydryssland" (Fornvännen 2, 1907, s. 204) Arkiveret 11. september 2014 hos  Wayback Machine
- Ture J. Arne: "Bidrag till Värmlands förhistoria" (Fornvännen 12, 1917, s. 1-35) Arkiveret 29. oktober 2013 hos  Wayback Machine
- Ture J. Arne: "Viktsenheterna i Sverige under vikingatiden" (Fornvännen 13, 1918, s. 61-64) Arkiveret 11. september 2014 hos  Wayback Machine
- Ture J. Arne: "Gravar från "Vendeltid" vid Lagerlunda i Kärna socken, Östergötland" (Fornvännen 14, 1919, s. 1-20) Arkiveret 29. oktober 2013 hos  Wayback Machine
- Ture J. Arne: "Solidusfynden på Öland och Gotland" (Fornvännen 14, 1919, s. 107-111) Arkiveret 29. oktober 2013 hos  Wayback Machine
- Ture J. Arne: "Den senare förromerska järnåldern i Sverige" (Fornvännen 14, 1919, s. 188-223) Arkiveret 29. oktober 2013 hos  Wayback Machine
- Ture J. Arne: "Stendösar från järnåldern" (Fornvännen 14, 1919, s. 127-139) Arkiveret 29. oktober 2013 hos  Wayback Machine
- Ture J. Arne: "Viktsenheterna i Sverige under vikingatiden. II" (Fornvännen 14, 1919, s. 241-245) Arkiveret 29. oktober 2013 hos  Wayback Machine
- Ture J. Arne: "Den äldsta bebyggelsen vid Bosporen" (Fornvännen 17, 1922, s. 112-128) Arkiveret 29. oktober 2013 hos  Wayback Machine
- Ture J. Arne: "De äldsta järnföremålen i Egypten" (Fornvännen 22, 1927, s. 126-127) Arkiveret 11. september 2014 hos  Wayback Machine
- Ture J. Arne: "Ett nytt motstycke till Årnäshjälmen" (Fornvännen 22, 1927, s. 127) Arkiveret 11. september 2014 hos  Wayback Machine
- Ture J. Arne: "Skelettgravfyndet från Maglarp" (Fornvännen 24, 1929, s. 307-309) Arkiveret 11. september 2014 hos  Wayback Machine
- Ture J. Arne: "Konstantin Monomachs silvermynt" (Fornvännen 24, 1929, s. 309) Arkiveret 11. september 2014 hos  Wayback Machine
- Ture J. Arne: "Gotländska silverfynd från vikingatiden : en inventering" (Fornvännen 26, 1931, s. 291-296) Arkiveret 11. september 2014 hos  Wayback Machine
- Ture J. Arne: "Vendel före vendeltiden" (Fornvännen 27, 1932, s. 1-22) Arkiveret 29. oktober 2013 hos  Wayback Machine
- Ture J. Arne: "Ärkebiskop Feoktists sigill" (Fornvännen 27, 1932, s. 381) Arkiveret 11. september 2014 hos  Wayback Machine
- Ture J. Arne: "Ryska kyrkklockor" (Fornvännen 31, 1936, s. 53-55) Arkiveret 11. september 2014 hos  Wayback Machine
- Ture J. Arne: "Nya grävningar i Novgorod" (Fornvännen 33, 1938, s. 364-366) Arkiveret 11. september 2014 hos  Wayback Machine
- Ture J. Arne: "De svenska fynden i guv. Vladimir, Ryssland" (Fornvännen 35, 1940, s. 155-166) Arkiveret 11. september 2014 hos  Wayback Machine
- Ture J. Arne: "Nytt från Novgorod" (Fornvännen 36, 1941, s. 365-366) Arkiveret 11. september 2014 hos  Wayback Machine
- Ture J. Arne: "Grävningarna i khazarfästningen Sarkel" (Fornvännen 37, 1942, s. 299-302) Arkiveret 11. september 2014 hos  Wayback Machine
- Ture J. Arne: "Ett neolitiskt gravfält vid Onegasjön" (Fornvännen 37, 1942, s. 426-430) Arkiveret 11. september 2014 hos  Wayback Machine
- Ture J. Arne: "Urinnevånare och kulturbärare" (Fornvännen 1943; s. 133-145) Arkiveret 11. september 2014 hos  Wayback Machine
- Ture J. Arne: "En "Hallstatt-sköld" i Östryssland" (Fornvännen 38, 1943, s. 318-319) Arkiveret 11. september 2014 hos  Wayback Machine
- Ture J. Arne: "Biskop Osmund" (Fornvännen 42, 1947, s. 54-56) Arkiveret 11. september 2014 hos  Wayback Machine
- Ture J. Arne: "Hugo Obermaier in memoriam" (Fornvännen 42, 1947, s. 181-182) Arkiveret 11. september 2014 hos  Wayback Machine
- Ture J. Arne: " "Austr i Karusm" och Särklandnamnet" (Fornvännen 42, 1947, s. 290-305) Arkiveret 11. september 2014 hos  Wayback Machine